# Тэтэрэ
Тэтэ́рэ — река в Иркутской области и Красноярском крае России, правый приток Подкаменной Тунгуски.
Длина реки — 486 км. Площадь водосборного бассейна — 13700 км².
Протекает по Центральнотунгусскому плато. Питание в основном снеговое и дождевое. Река замерзает в октябре и остаётся под ледяным покровом до мая.

## Притоки
- 19 км: Копокан (лв)
- 41 км: Нижняя Нюнянгда (пр)
- 44 км: Верхняя Нюнянгда (пр)
- 48 км: Берея (лв)
- 68 км: Пайга (пр)(длина 110 км)
- 78 км: Жукжя (лв)
- 93 км: Нижняя Огнёвка (лв)
- 97 км: Джелиндукон (пр)(длина 153 км)
- 111 км: Кулинда (пр)(длина 89 км)
- 121 км: Верхняя Огнёвка (пр)
- 125 км: река без названия (лв)
- 131 км: Елохта (лв)
- 151 км: Берея (лв)
- 164 км: Сегочамба (пр)(длина 119 км)
- 172 км: Хой (пр)
- 203 км: Берея (пр)
- 231 км: Юктакон (пр)
- 232 км: Мукос (лв)
- 236 км: Уксикон (лв)
- 237 км: Кануна (пр)
- 252 км: река без названия (лв)
- 260 км: Береями (лв)
- 264 км: Ненгчёнда (пр)
- 273 км: Юктакон (пр)
- 277 км: Ислепчён (лв)
- 281 км: Тактыкач (лв)
- 283 км: Ненгчёндокон (пр)
- 286 км: Верхний Нокор (пр)
- 293 км: Монготы (лв)
- 303 км: Ядули (лв)
- 320 км: Пиюнда (пр)
- 332 км: Верхний Юктакон (пр)
- 335 км: Немуй (пр)(длина 94 км)
- 360 км: Сикили (пр)
- 370 км: Икондя (пр)
- 373 км: Конгондё (пр)
- 384 км: Суринда (лв)
- 391 км: Таймегня (лв)
- 395 км: Секиликан (пр)
- 401 км: Нижняя Чивкагна (лв)
- 402 км: Верхняя Чивкагна (лв)
- 434 км: Дувувиикта (пр)
- 437 км: Некоя (пр)
- 448 км: Нижняя Лухсыхко (лв)
- 458 км: Верхняя Лухсыхко (лв)
- 460 км: Тэтэрэкан (пр)
- 467 км: Суконки (лв)